# 天演論

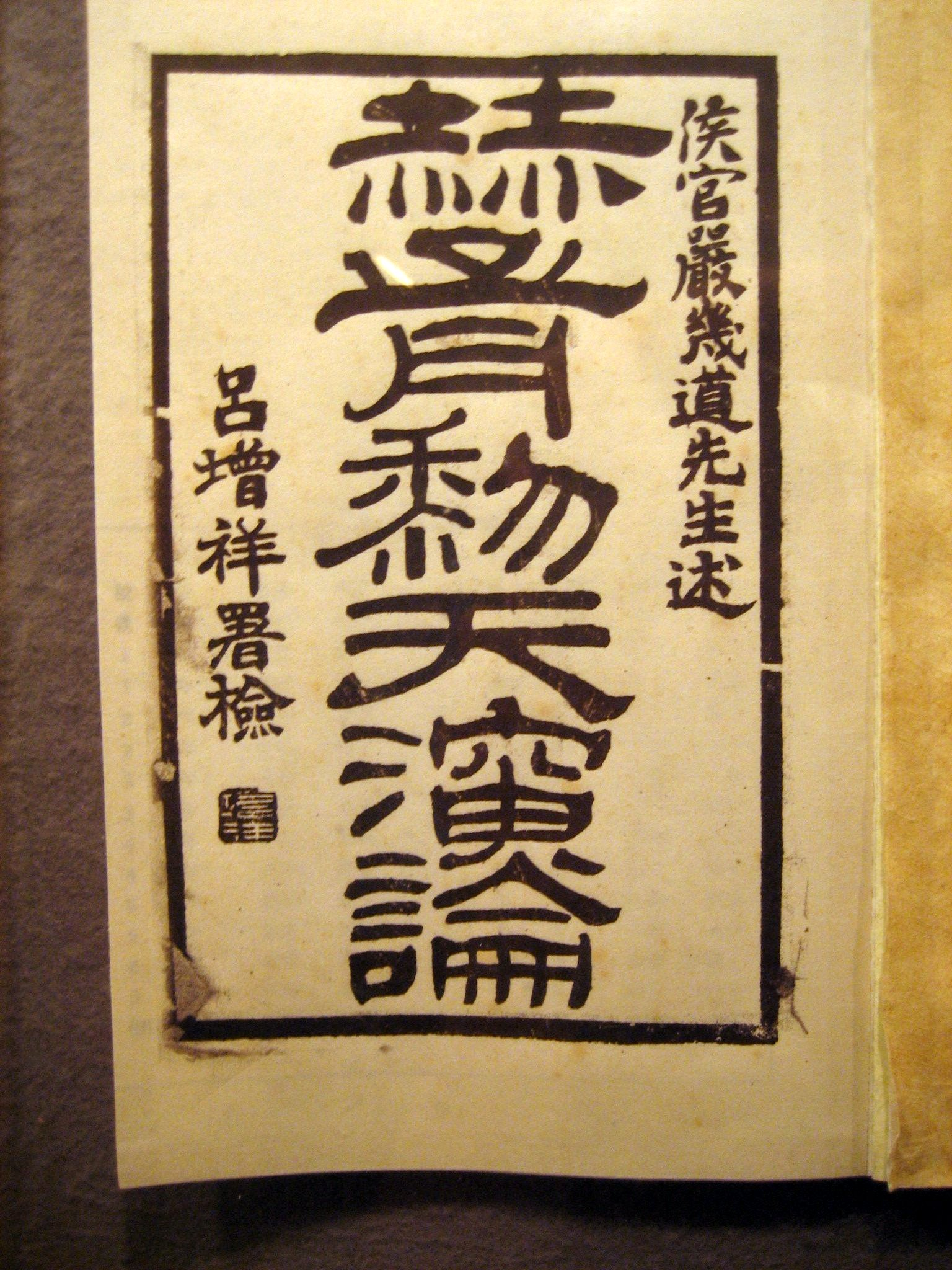

《天演論》原名《演化论与伦理学》，是嚴復翻譯自英国生物学家名為《进化与伦理》（Evolution and Ethics）的演講與論文集，此書阐发了达尔文《物种起源》一書中關於生物进化的理论。
嚴復並未將原著完全翻譯，且加入了許多自己的見解，其中包括的物竞天择、适者生存的观点，因此被学界定义为译著。赫胥黎原著后半部認為人类的伦理学不适用于生物进化论，但是严复反对這樣的觀點，他认同斯宾塞的學說，认为自然界的进化规律完全适用于人类社会。此书被认为是社会达尔文主义在中国广泛传播的原因。

## 特點
該書在光绪二十三年（1897年）十一月（12月），首刊於《國聞報》的增刊《國聞彙編》上，次年三月（1898年4月）正式出版。為此，严复撰写《〈天演论〉自序》，又在译文中加上許多按语，是嚴氏本人的意見。
《天演论》出版后，立即风行全国。除了宣揚演化論思想之外，嚴復也在書中的〈譯例言〉提到了譯事三難：信、達、雅。1897年，严复对《天演论》的译文又进行大修改。严复不僅是翻译《天演论》，還对赫胥黎的原著加以改造和评论。縱觀全書的變動，可大致分為幾項：
- 继续添加发挥的部份。例如：严复在《讲演·四·论五》加以發揮：“是岂皆恶而罚之所应加者哉？春秋之楚商臣，其恶为何如恶耶？乃及其身为王者，子伯诸侯，永世克禄；潘崇助之为虐，教人杀父弑君……然而其子孙累业尊显……回、耕何罪而贫夭？货、跖何功而富寿？”又如原文举例提到哈姆雷特，在英国是家喻户晓，严复加译成“罕木勒特，孝子也。”
- 刪節原文的部份。例如：赫胥黎在《讲演·二》的最后一节中有一观点：“猿与虎的生存斗争方法与健全的伦理原则是不可调和的。”細查譯本並没有翻译这一节。
- 誤譯。嚴復把貧民（pauper）譯為中產階級[5]。嚴復又將“人事亦足已有功”譯為“人事亦不足有功”，與原文不合。[6][7]

## 影響
《天演論》之書流傳深遠，文辭典雅，雕琢駢儷，文章一開始即稱：
|  | 夏與畏日爭，冬與嚴霜爭，四時之內，飄風怒吹，或西發西洋，或東起北海，旁午交扇，無時而息，上有鳥獸之踐啄，下有蟻蝝之齧傷。憔悴孤虛，旋生旋滅。菀枯頃刻，莫可究詳。是離離者亦各盡天能，以自存種族而已。 |

在一八九九年十二月三日《清议报》发表文章《自由书·豪杰之公脑》指出：“盖生存竞争，天下万物之公理也。既竞争则优者必胜，劣者必败，此又有生以来不可避免之公例也。”許多書中的口號“物竞天择”、“优胜劣败”、“适者生存”、“天演进化”等皆成為報章雜誌之專有名詞，使中國學子朗朗上口，如胡適之名就是從“適者生存”而來。陈炯明读法政学堂时，受《天演论》的影响，“物竞天择，适者生存”之語流行一时，取字“竞存”。邓镜人按《天演论》“物競天择”、“适者生存”的学说，将长子邓昌明取名“演存”、字“竞生”。魯迅在文集《朝華夕拾》中說，在學校生活中最大樂趣是“吃侉餅、花生米、辣椒，看《天演論》”。